# Критична етнографія
Критична етнографія застосовує до етнографії підхід, заснований на критичній теорії. Він зосереджується на неявних цінностях, виражених в етнографічних дослідженнях, і, отже, на невизнаних упередженнях, які можуть бути результатом таких неявних цінностей. На практиці це було названо критичною теорією. У дусі критичної теорії цей підхід спрямований на визначення символічних механізмів, вилучення ідеології з дії та розуміння пізнання та поведінки суб’єктів дослідження в історичних, культурних і соціальних рамках.
Критична етнографія включає рефлексивне дослідження у свою методологію. Дослідники, які використовують цей підхід, позиціонують себе як тих, хто внутрішньо пов’язаний з тими, кого вивчають, і, таким чином, невід’ємні від їхнього контексту. Окрім виступів від імені суб’єктів, критично налаштовані етнографи також намагатимуться визнати та сформулювати власну точку зору як засіб визнання упереджень, які їхні власні обмеження, історія та інституційні позиції несуть у їхній роботі. Крім того, критична етнографія за своєю суттю є політичною, а також педагогічною за своїм підходом. Критична етнографія відрізняється від традиційної тим, що не прагне бути повністю відстороненою чи строго об'єктивною. Замість того щоб лише описувати існуючі реалії, вона досліджує потенційні можливості для змін. Критична етнографія ставить питання не тільки про те, що є, але й про те, що може бути, з метою виявлення прихованих владних відносин і соціальної нерівності, намагаючись кинути їм виклик і сприяти змінам.

## Історія
Критична етнографія походить як від антропології, так і від Чиказької школи соціології. Після руху за громадянські права 1960-х та 1970-х років деякі етнографи стали більш політично активними та експериментували різними способами, щоб включити емансипаційні політичні проекти у свої дослідження. Наприклад, деякі етнографи з політичними планами змін вирішили проводити польову роботу в нетрадиційних умовах, таких як сучасні робочі місця, які не обов’язково вважалися екзотичними, як це зазвичай робили попередні антропологи. Інші етнографи свідомо намагалися провести дослідження так званих девіантних або пригнічених груп поза парадигмою гегемоністичного культурного позиціонування, щоб забезпечити нові шляхи для незгоди та діалогу про суспільну трансформацію.

## Критична етнографічна повага
«Критична етнографічна повага» запропонована Еплтоном як спосіб говорити про те, як ми можемо підійти до наших етнографічних даних і розмов — з повагою до наративів співрозмовників, не відмовляючись від критичного аналізу просторів і матеріальних речей, з яких ці наративи виникають. Концепція ґрунтується на терміні «критична повага», сформульованому Розаліндою К. Гілл, який «передбачає уважне, шанобливе слухання, звичайно, але не позбавляє права ставити запитання чи допитувати». Для Гілла шанобливе слухання є початком роботи вчених-феміністів, коли ми накладаємо контекст на оповіді про життя та досвід жінок. Епплтон пише: «Слухати з повагою, а потім створювати простір для того, щоб ці розповіді були почуті разом із тонким структурним аналізом, — це робота, виконана критичною етнографічною повагою». 

## Подальше читання
- Appleton, N. S. (2022). Critical ethnographic respect: Шаблон:As written narratives, material conditions, and emergency contraception in India. Anthropology & Medicine. 29 (2): 141—159. doi:10.1080/13648470.2020.1778427. PMID 32838541.
- Brown, S. G., & Dobrin, S. I. (2004). Ethnography unbound: From theory shock to critical praxis. Albany: State University of New York Press.
- Carspecken, P. F. (1996). Critical ethnography in educational research: A theoretical and practical guide. New York: Routledge.
- Carucci, Laurence M. & Michèle D. Dominy (2005). Anthropology in the ‘Savage Slot’: Reflections on the Epistemology of Knowledge. Anthropological Forum: A Journal of Social Anthropology and Comparative Sociology, 15 (3).
- Gill, Rosalind C. (2007). Critical Respect: The Difficulties and Dilemmas of Agency and 'Choice' for Feminism. European Journal of Women's Studies. 14: 69—80. doi:10.1177/1350506807072318.
- Lederman, Rena (2005). Challenging Audiences: Critical Ethnography in/for Oceania.  Anthropological Forum 15 (3), November 2005, pages 319-328
- Noblit, G. W., Flores, S. Y., & Murillo, E. G. (2004). Postcritical ethnography: Reinscribing critique. Cress, NJ: Hampton Press.
- Simon, R. I., & Dippo, D. (1986). On critical ethnographic work. Anthropology & Education Quarterly, 17(4), 195–202.
- Leslie, Heather Young (2005). Tongan Doctors and a Critical Medical Ethnography. Anthropological Forum. 15 (3): 277—286. doi:10.1080/00664670500282097.
- Soyini Madison, D. (2005). Critical ethnography: method, ethics, and performance. Thousand Oaks, CA: Sage.
- Thomas, J. (1993). Doing critical ethnography. Thousand Oaks, CA: Sage.
- Walford, G. (2009). In Carspecken P. F. (Ed.), Critical ethnography and education. Bingley: Emerald Group Publishing.

## Зовнішні посилання
- Спеціальний випуск антропологічного форуму, журнал соціальної антропології та порівняльної соціології : критична етнографія в тихоокеанському регіоні: трансформації в тихоокеанських моралях
- Академічна домашня сторінка професора Філа Карспекена в Університеті Індіани.
- Академічна домашня сторінка професора Д. Соїні Медісона в Північно-Західному університеті.
- Академічна домашня сторінка професора Джеффрі Волфорда в Оксфордському університеті
- Приклад критичного етнографічного підходу до сучасних медіа з використанням довгострокового присвоєння теле/медіа та реміксів для етнографічного пояснення сучасної культури Північної Америки – Cultural Farming.

Шаблон:Critical theoryШаблон:Ethnicity